# Mizser Pál
Mizser Pál (Újpest vagy Vác, 1941. április 14. –) magyar festőművész.

## Életpályája
Édesapja és nagyapja is református presbiterek voltak. Mizser Pál a Magyar Képzőművészeti Főiskolán tanult, ahol mestere Fónyi Géza volt. 1968 és 1971 között Derkovits-ösztöndíjban részesült.

„Kezdeti konstruktív szerkezetbe komponált természetelvű látványfestészete fokozatosan egyre színesebbé vált; a 70-es évek második felében valós tájszerkezetét a valószerűtlenül élénk, vöröses-lilás-narancsos színvilága tette látomásossá. Később a tájelemek váltak egyre szürreálisabbakká, mintha Tanguy világa jelent volna meg a Duna menti dombvidéken, ezzel párhuzamosan színei higgadtabbá váltak.”

## Egyéni kiállításai
- 1966 • Szentendre
- 1967, 1971, 1975 • Vác
- 1968 • Mednyánszky Terem, Budapest
- 1972 • Miskolc • Dunaújváros • Budapest
- 1973 • Stúdió Galéria, Budapest
- 1976 • Kecskemét, Érd.